# Спараговичі
42°51′ пн. ш. 17°37′ сх. д. / 42.85° пн. ш. 17.61° сх. д.
Спараговичі (хорв. Sparagovići) — населений пункт у Хорватії, в Дубровницько-Неретванській жупанії у складі громади Стон.

## Населення
Населення за даними перепису 2011 року становило 114 осіб.
Динаміка чисельності населення поселення: